# 染谷家具店
有限会社染谷家具店（そめやかぐてん）は、染谷家具チェーンとして店舗を展開する家具・インテリアの製造・小売店である。

## 概要
東京都に1店舗（品川中延店）、茨城県に3店舗（岩井店・守谷店・土浦店）を展開する家具・インテリアの製造・小売店である。岩井店以外の店舗は資本は別だが、共同でチラシ・企画・仕入れなどを行っている。また、桐 箪笥や桐のまな板、桐の米びつなどを製造している。
※ 染谷家具チェーンは、東京都の品川店、茨城県の岩井店・守谷店・土浦店の4店舗で、千葉県習志野市の染谷家具店（家具ネットソメヤ）は染谷家具チェーンと異なる。

## 沿革
- 1912年 - 東京府東京市小石川区（現：東京都文京区）にて創業
- 1933年（昭和8年） - 東京市品川区（現:東京都品川区）に染谷家具品川店設立
- 1974年（昭和49年） - 猿島郡岩井町（現:坂東市）に染谷家具岩井店設立
- 1975年（昭和50年） - 稲敷郡牛久町（現:牛久市）に染谷家具牛久店設立
- 1995年（平成7年） - 水海道市（現:常総市）にホームファニシングソメヤ水海道店設立
- 2003年（平成15年） - 土浦市にソメヤ家具土浦店設立
- 2013年（平成25年） - 水海道店を閉店し守谷市にソメヤ家具守谷店設立

## 概要
メインの販売方法は主に3つに分類される。
- 店舗販売⇒お店で販売する従来型の販売方法。折込チラシや野立て看板、インターネットにて集客する。
- 店外催事⇒メーカーショールームやイベント会場で販売する方法。情報誌やインターネットにて集客する。カリモク家具・フランスベッド・飛騨産業・小島工芸・シーリー社・馬場家具・テンピュールなど一流メーカー各社とタイアップして行っている。
- インターネット通販⇒ホームページにて通信販売を行っている。近年は売上が拡大している販売方法である。

## 店舗
- アウトレット ソメヤ家具岩井店

茨城県坂東市辺田1189-2
- 家具・インテリアソメヤ土浦店

茨城県土浦市文京町18-8
- 家具・インテリアソメヤ守谷店

茨城県守谷市本町249番地の6
- 染谷家具中延店

東京都品川区東中延二丁目10番17号

## 主要取引先
エスティック・大塚家具製造・カリモク家具・ガルト・奥本木工・くろがね工作所・コイズミ・札幌ファニシング・シギヤマ・アンネルベッド・シモンズ・シーリージャパン・フランスベッド・日本ベッド製造・関家具・センベラジャパン・筑波産商・東海家具工業・起立木工・東馬・アスワン・東洋紡インテリア・サンゲツ・トーリ・リリカラ・川島織物セルコン・トーソー・立川ブラインド・ニチベイ・ナガノインテリア・浜本工芸・飛騨産業・光製作所・馬場家具・バンダイ・マルニ木工・松田家具・ミキモク・匠工芸 など